# Afrika-Cup 1992/Qualifikation
Insgesamt 37 Mannschaften meldeten sich zur Teilnahme am Afrika-Cup 1992 in Senegal.
Titelverteidiger Algerien und Gastgeber Senegal waren für die Endrunde gesetzt. Mauretanien setzte sich gegen Gambia in einer Vorausscheidung (2:0-Heimsieg / 1:2-Auswärtsniederlage) durch. Gespielt wurde in sechs Vierergruppen und zwei Fünfergruppen. Die acht Gruppensieger und die beiden Gruppenzweiten der Fünfergruppen qualifizierten sich für das Endrundenturnier im Senegal.

## Teilnehmer
automatisch qualifiziert
- Algerien   (Titelverteidiger)
- Senegal   (Gastgeber)

### Gruppe 1
| Pl. | Land         | Sp. | S | U | N | Tore    | Diff. | Punkte |
| --- | ------------ | --- | - | - | - | ------- | ----- | ------ |
| 1.  | Kamerun      | 6   | 3 | 3 | 0 | 005:100 | +4    | 09     |
| 2.  | Sierra Leone | 6   | 2 | 2 | 2 | 005:400 | +1    | 06     |
| 3.  | Guinea       | 6   | 2 | 2 | 2 | 005:500 | ±0    | 06     |
| 4.  | Mali         | 6   | 0 | 3 | 3 | 002:700 | −5    | 03     |

| 19.08.1990 | Yaoundé  | Kamerun      | – | Mali         | 0:0 |
| 19.08.1990 | Conakry  | Guinea       | – | Sierra Leone | 1:2 |
| 01.09.1990 | Freetown | Sierra Leone | – | Kamerun      | 1:1 |
| 02.09.1990 | Bamako   | Mali         | – | Guinea       | 1:1 |
| 14.04.1991 | Conakry  | Guinea       | – | Kamerun      | 0:0 |
| 14.04.1991 | Bamako   | Mali         | – | Sierra Leone | 0:0 |

### Gruppe 2
| Pl. | Land      | Sp. | S | U | N | Tore    | Diff. | Punkte |
| --- | --------- | --- | - | - | - | ------- | ----- | ------ |
| 1.  | Ägypten   | 6   | 3 | 3 | 0 | 013:500 | +8    | 09     |
| 2.  | Tunesien  | 6   | 3 | 3 | 0 | 010:500 | +5    | 09     |
| 3.  | Tschad    | 6   | 2 | 2 | 2 | 006:700 | −1    | 06     |
| 4.  | Äthiopien | 6   | 0 | 0 | 6 | 000:120 | −12   | 0      |

| 17.08.1990 | Kairo       | Ägypten   | – | Äthiopien | 2:0   |
| 19.08.1990 | Tunis       | Tunesien  | – | Tschad    | 2:1   |
| 02.09.1990 | Fort Lamy   | Tschad    | – | Ägypten   | 0:0   |
| 18.11.1990 | Addis Abeba | Äthiopien | – | Tunesien  | 0:2   |
| 14.04.1991 | Tunis       | Tunesien  | – | Ägypten   | 2:2   |
| 14.04.1991 |             | Äthiopien | – | Tschad    | 0:2 † |

† Äthiopien trat nicht an. Alle Spiele wurden 2:0 für den Gegner gewertet.

### Gruppe 3
Vorausscheidung
| Datum      |             | Ergebnis |             | Ort        |
| ---------- | ----------- | -------- | ----------- | ---------- |
| 18.05.1990 | Mauretanien | 2:0      | Gambia      | Nouakchott |
| 03.06.1990 | Gambia      | 2:1      | Mauretanien |            |
| Gesamt:    | Mauretanien | 3:2      | Gambia      |            |

| Pl. | Land           | Sp.                      | S                        | U                        | N                        | Tore                     | Diff.                    | Punkte                   |
| --- | -------------- | ------------------------ | ------------------------ | ------------------------ | ------------------------ | ------------------------ | ------------------------ | ------------------------ |
| 1.  | Elfenbeinküste | 6                        | 5                        | 0                        | 1                        | 009:300                  | +6                       | 10                       |
| 2.  | Marokko        | 6                        | 4                        | 0                        | 2                        | 011:400                  | +7                       | 08                       |
| 3.  | Niger          | 6                        | 3                        | 0                        | 3                        | 009:500                  | +4                       | 06                       |
| 4.  | Mauretanien    | 6                        | 0                        | 0                        | 6                        | 001:180                  | −17                      | 0                        |
|     | Liberia        | ohne Spiel zurückgezogen | ohne Spiel zurückgezogen | ohne Spiel zurückgezogen | ohne Spiel zurückgezogen | ohne Spiel zurückgezogen | ohne Spiel zurückgezogen | ohne Spiel zurückgezogen |

| 19.08.1990 | Abidjan | Elfenbeinküste | – | Mauretanien    | 2:0 |
| 19.08.1990 |         | Marokko        | – | Niger          | 2:0 |
| 02.09.1990 |         | Marokko        | – | Mauretanien    | 4:0 |
| 30.09.1990 | Niamey  | Niger          | – | Elfenbeinküste | 0:1 |
| 14.10.1990 | Niamey  | Niger          | – | Mauretanien    | 7:1 |
| 13.01.1991 |         | Marokko        | – | Elfenbeinküste | 3:1 |

† Mauretanien trat nicht an. Spiel wurde 2:0 für Elfenbeinküste gewertet.

### Gruppe 4
| Pl. | Land         | Sp. | S | U | N | Tore    | Diff. | Punkte |
| --- | ------------ | --- | - | - | - | ------- | ----- | ------ |
| 1.  | Ghana        | 8   | 5 | 2 | 1 | 011:200 | +9    | 12     |
| 2.  | Nigeria      | 8   | 4 | 3 | 1 | 015:300 | +12   | 11     |
| 3.  | Burkina Faso | 8   | 4 | 1 | 3 | 010:130 | −3    | 09     |
| 4.  | Togo         | 8   | 2 | 2 | 4 | 004:900 | −5    | 06     |
| 5.  | Benin        | 8   | 0 | 2 | 6 | 002:150 | −13   | 02     |

| 19.08.1990 | Ouagadougou | Burkina Faso | – | Benin        | 2:0 |
| 19.08.1990 | Lagos       | Nigeria      | – | Togo         | 3:0 |
| 01.09.1990 | Accra       | Ghana        | – | Nigeria      | 1:0 |
| 02.09.1990 | Ouagadougou | Burkina Faso | – | Togo         | 2:0 |
| 30.09.1990 | Cotonou     | Benin        | – | Nigeria      | 0:1 |
| 30.09.1990 | Lomé        | Togo         | – | Ghana        | 0:1 |
| 14.10.1990 | Cotonou     | Benin        | – | Togo         | 1:1 |
| 14.10.1990 | Accra       | Ghana        | – | Burkina Faso | 2:0 |
| 13.01.1991 | Ouagadougou | Burkina Faso | – | Nigeria      | 1:1 |
| 13.01.1991 | Accra       | Ghana        | – | Benin        | 4:0 |

### Gruppe 5
| Pl. | Land       | Sp. | S | U | N | Tore    | Diff. | Punkte |
| --- | ---------- | --- | - | - | - | ------- | ----- | ------ |
| 1.  | Sambia     | 6   | 4 | 1 | 1 | 011:400 | +7    | 09     |
| 2.  | Madagaskar | 5   | 2 | 2 | 1 | 003:200 | +1    | 06     |
| 3.  | Swasiland  | 5   | 1 | 2 | 2 | 004:900 | −5    | 04     |
| 4.  | Angola     | 6   | 0 | 3 | 3 | 003:600 | −3    | 03     |

| 18.08.1990 | Lusaka     | Sambia     | – | Swasiland  | 5:0 |
| 19.08.1990 | Luanda     | Angola     | – | Madagaskar | 0:1 |
| 01.09.1990 | Mbabane    | Swasiland  | – | Angola     | 1:1 |
| 01.09.1990 | Tananarive | Madagaskar | – | Sambia     | 0:0 |
| 14.04.1991 | Luanda     | Angola     | – | Sambia     | 1:2 |
| 14.04.1991 | Mbabane    | Swasiland  | – | Madagaskar | 0:1 |

### Gruppe 6
| Pl. | Land      | Sp.                      | S                        | U                        | N                        | Tore                     | Diff.                    | Punkte                   |
| --- | --------- | ------------------------ | ------------------------ | ------------------------ | ------------------------ | ------------------------ | ------------------------ | ------------------------ |
| 1.  | Kenia     | 4                        | 2                        | 0                        | 2                        | 004:400                  | ±0                       | 04                       |
| 2.  | Mosambik  | 4                        | 2                        | 0                        | 2                        | 003:300                  | ±0                       | 04                       |
| 2.  | Sudan     | 4                        | 2                        | 0                        | 2                        | 003:300                  | ±0                       | 04                       |
|     | Mauritius | ohne Spiel zurückgezogen | ohne Spiel zurückgezogen | ohne Spiel zurückgezogen | ohne Spiel zurückgezogen | ohne Spiel zurückgezogen | ohne Spiel zurückgezogen | ohne Spiel zurückgezogen |

| 17.08.1990 | Khartoum | Sudan    | – | Mosambik | 1:0 |
| 02.09.1990 | Maputo   | Mosambik | – | Kenia    | 2:1 |
| 14.04.1991 | Khartoum | Sudan    | – | Kenia    | 1:0 |

### Gruppe 7
| Pl. | Land           | Sp.                      | S                        | U                        | N                        | Tore                     | Diff.                    | Punkte                   |
| --- | -------------- | ------------------------ | ------------------------ | ------------------------ | ------------------------ | ------------------------ | ------------------------ | ------------------------ |
| 1.  | Republik Kongo | 4                        | 3                        | 1                        | 0                        | 007:300                  | +4                       | 07                       |
| 2.  | Simbabwe       | 4                        | 1                        | 2                        | 1                        | 008:600                  | +2                       | 04                       |
| 3.  | Malawi         | 4                        | 0                        | 1                        | 3                        | 003:900                  | −6                       | 01                       |
|     | Seychellen     | ohne Spiel zurückgezogen | ohne Spiel zurückgezogen | ohne Spiel zurückgezogen | ohne Spiel zurückgezogen | ohne Spiel zurückgezogen | ohne Spiel zurückgezogen | ohne Spiel zurückgezogen |

| 18.08.1990 | Zomba       | Malawi              | – | Volksrepublik Kongo | 0:1 |
| 02.09.1990 | Brazzaville | Volksrepublik Kongo | – | Simbabwe            | 2:0 |
| 14.04.1991 | Harare      | Simbabwe            | – | Malawi              | 4:0 |

### Gruppe 8
| Pl. | Land     | Sp. | S | U | N | Tore    | Diff. | Punkte |
| --- | -------- | --- | - | - | - | ------- | ----- | ------ |
| 1.  | Zaire    | 6   | 3 | 1 | 2 | 006:400 | +2    | 07     |
| 2.  | Gabun    | 6   | 2 | 3 | 1 | 003:200 | +1    | 07     |
| 3.  | Uganda   | 6   | 2 | 2 | 2 | 006:600 | ±0    | 06     |
| 4.  | Tansania | 6   | 1 | 2 | 3 | 004:700 | −3    | 04     |

| 19.08.1990 | Libreville  | Gabun    | – | Uganda   | 1:0 |
| 19.08.1990 | Kinshasa    | Zaire    | – | Tansania | 2:0 |
| 01.09.1990 | Daressalaam | Tansania | – | Gabun    | 0:0 |
| 01.09.1990 | Kampala     | Uganda   | – | Zaire    | 2:1 |
| 14.04.1991 | Kampala     | Uganda   | – | Tansania | 3:2 |
| 14.04.1991 | Kinshasa    | Zaire    | – | Gabun    | 2:1 |